# Fraxinus latifolia
Fraxinus latifolia Benth., el fresno de Oregón, es una especie arbórea perteneciente a la familia Oleaceae.

## Hábitat
Es nativo del occidente de América del Norte desde el suroeste de la Columbia Británica  a través de Washington y el oeste de Oregón y hasta el centro de California. La especie prefiere la humedad, suelos sueltos, y crece desde el nivel del mar a 900 metros de altitud, hasta 1700 m en el sur  en California.

## Descripción

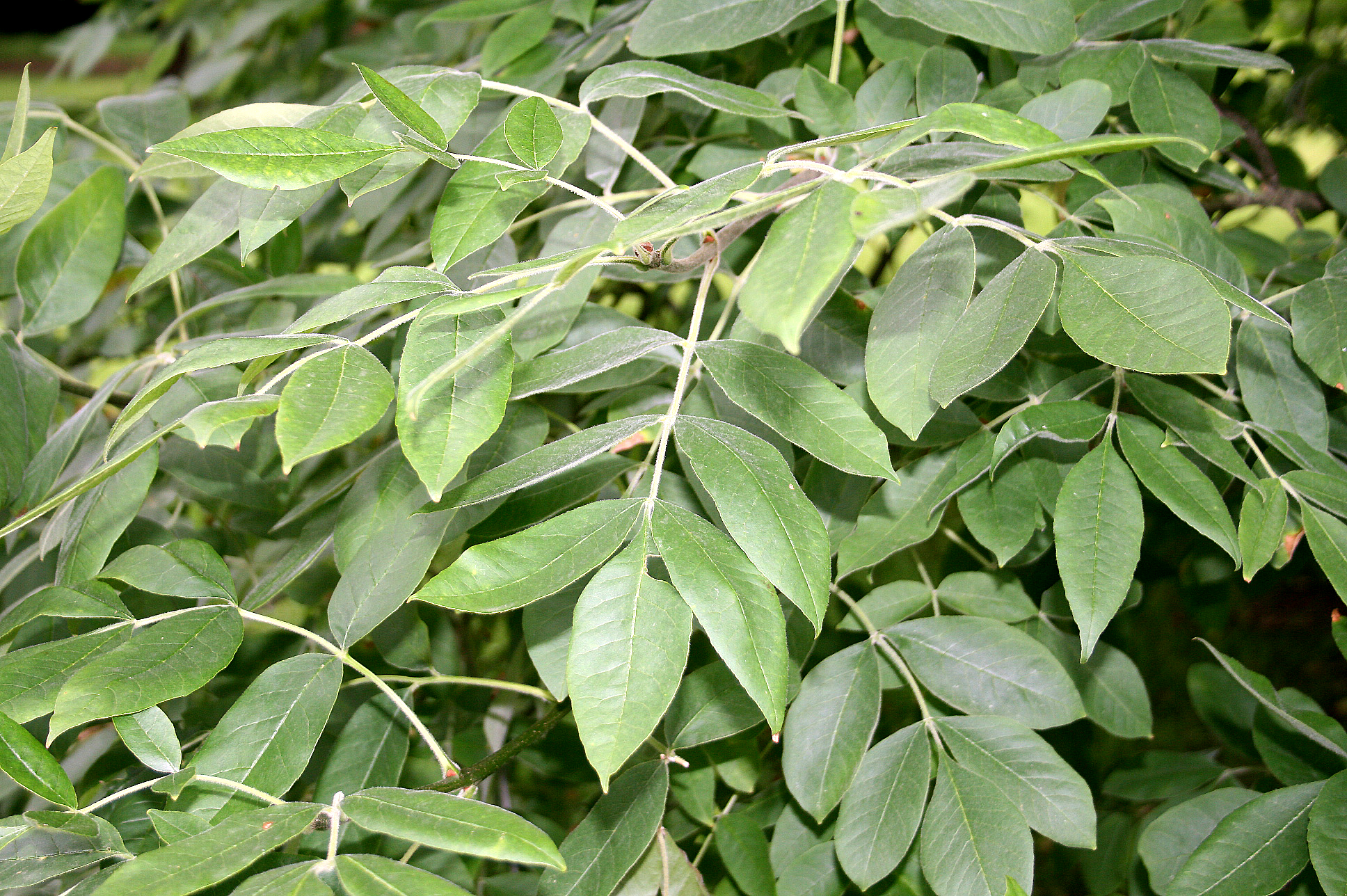
Folíolos.

Puede crecer hasta los 25 metros de altura, con un tronco de 3-8 dm de diámetro. Las hojas son pinnadas de 12-33 cm de largo, con 5-9 folíolos, ovales de 6-12 cm de longitud y 3-4 cm de ancho, a menudo muestran signos de la enfermedad y la podredumbre parda, incluso en plantas sanas. El fruto es una sámara de 3-5 cm de largo incluyendo el ala.

## Taxonomía
Fraxinus latifolia fue descrita por George Bentham y publicado en The Botany of the Voyage of H.M.S. Sulphur 33. 1844.
Etimología
Ver: Fraxinus
latifolia: epíteto latíno que significa "con la hoja ancha"
Sinonimia
- Fraxinus oregona Nutt.